# Vigário de Cristo
Vigário de Cristo (em latim Vicarius Christi) é uma expressão utilizada no cristianismo de diferentes formas, com conotações teológicas diferentes durante a história. Um vigário é um servo que representa um superior, administrando a posição detida no lugar do verdadeiro soberano; sinônimos incluem “representante” ou “enviado”. O título atualmente é utilizado na Igreja Católica para referir-se aos sacerdotes em geral. No entanto o uso da expressão é mais associada aos bispos e mais concretamente ao Papa. O catolicismo acredita que enquanto os Bispos representam e são sucessores dos Apóstolos de Cristo em suas próprias igrejas locais, o Papa é vigário de Cristo na Igreja Católica.

## História e diferentes usos
Durante a história do cristianismo, o título de Vigário de Cristo foi utilizado de diferentes formas, com implicações teológicas, pastorais ou temporais diferentes.

### Uso para os bispos
O primeiro e o mais antigo registro do conceito de Vigário de Cristo é mencionado na Epístola aos Magnésios de Santo Inácio, bispo de Antioquia, um aluno do Apóstolo João, provavelmente ordenado por Pedro, com um sentido pastoral, escrita entre o ano 88 e 107 d.C. "o seu bispo preside no lugar de Deus (...)". Embora Inácio não utilize explicitamente o termo Vigário de Cristo, ele expõe claramente o conceito.
A partir do século V até o século IX os bispos foram comumente referidos como vigários de Cristo. Também Inocêncio III, mais conhecido pelo uso da expressão para o papa, em seu tratado "De Altaris Mysterio", diz que os  bispos são "vigários de Cristo", e explica que é por essa razão, que podem na liturgia usar a saudação “Pax vobis”, mesmo de Jesus, pois são seus representantes. O Concílio Vaticano II, reconfirmou e renovou essa tradição, ensinando que os bispos são "vigários e embaixadores de Cristo" nas suas próprias dioceses, uma descrição reconfirmada pelo Papa João Paulo II na encíclica Ut Unum Sint.

### Uso para o Espírito Santo
O segundo registro do termo Vigário de Cristo é encontrado nas epístolas de Tertuliano no século III, com uma diferente conotação teológica, para referir-se ao Espírito Santo, ou seja, enquanto Cristo não está realizando fisicamente os milagres na Igreja, o Espírito Santo age como seu Vigário em seu nome, realizando milagres e impedindo que a Igreja erre. Porém esse é o único registro escriturístico do uso do termo dessa maneira. É desconhecido se esse termo era de uso freqüente na Igreja dos primeiros séculos ou se foi uma observação pessoal de Tertuliano.

### Uso para os papas

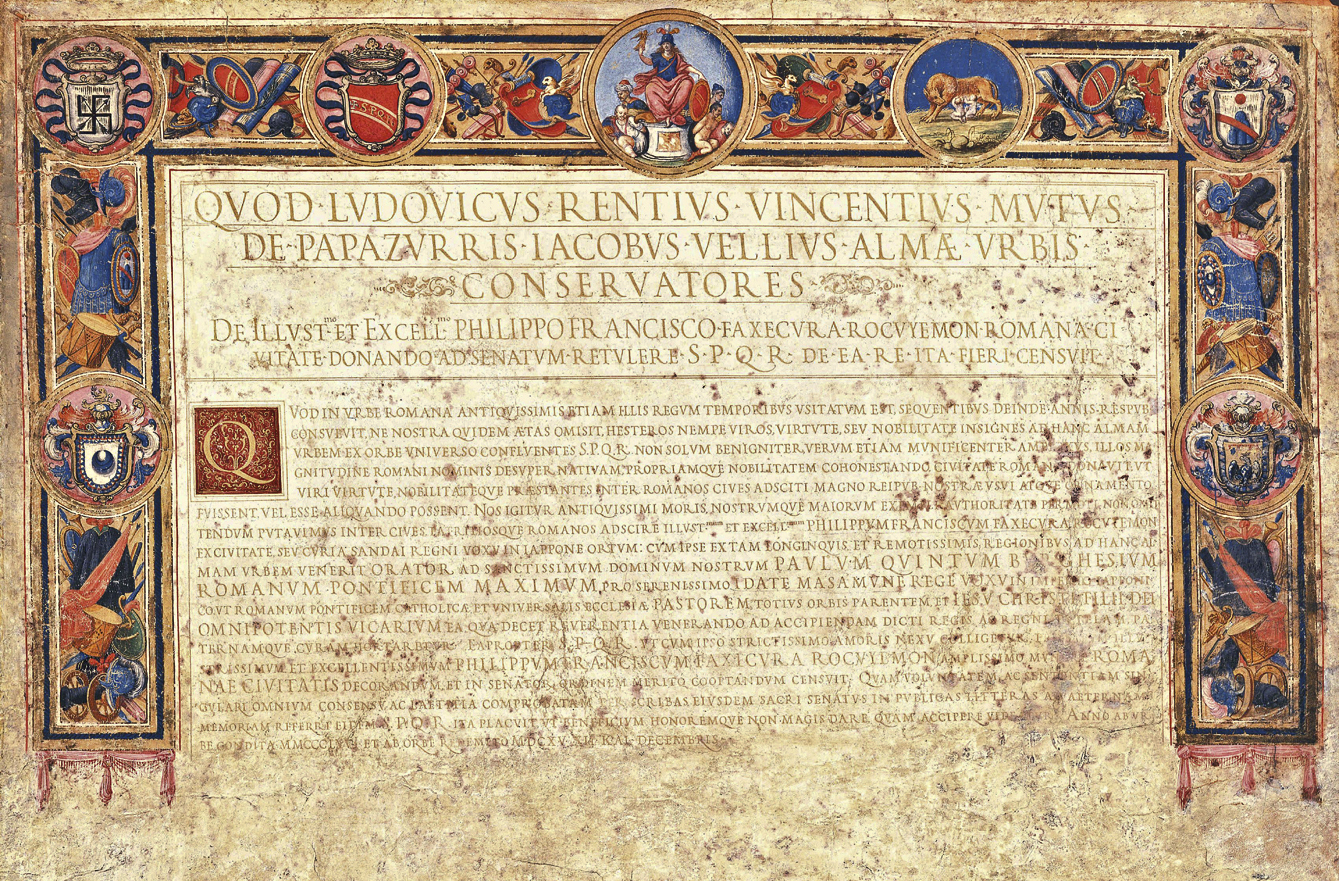
Documento emitido pelo Senado em 1615 que concede o título honorário de cidadão romano a Hasekura Tsunenaga, em que o papa é descrito como "Pontífice de Roma e Pastor da Igreja Católica Universal, pai de todo o mundo, e Vigário de Jesus Cristo, Filho Onipotente de Deus". Museu de Sendai.

O primeiro registro de um título que reflete um papel do papa como "Vigário" consta em uma carta de 445, do Papa Leão I a Dióscoro de Alexandria, em que designa o Bispo de Roma, como "vigário terreno dos sucessores de Pedro"; pouco tempo depois, em 495, os decretos de um sínodo denominam o Papa Gelásio I como "vigário de Cristo". Nesse caso o título possuí um sentido pastoral, baseado nas palavras de Cristo ao Apóstolo Pedro, no qual foi o primeiro Papa do catolicismo, em «Apascenta os meus cordeiros... Apascenta as minhas ovelhas» (João 21:16–17), assim Cristo tornou a Pedro seu vigário como pastor com a responsabilidade de alimentar seu rebanho (isto é, a Igreja) em seu próprio lugar.
Não obstante, originalmente na Alta Idade Média existiam diversas variantes desse título, como “Vigário de Pedro” (Vicarius Petri), indicando que eles eram os sucessores de São Pedro, "Vigário do Príncipe dos Apóstolos" (Vicarius Principis Apostolorum) ou “Vigário da Sé Apostólica” (Vicarius Soles Apostolica), dentre outras variantes. O fato de que tanto o título de "Vigário de Pedro" quanto "Vigário de Cristo" eram utilizados, pode ser observado pelo fato de que no final do  século VIII, o juramento de fidelidade de São Bonifácio ao Papa Gregório II utiliza o primeiro, enquanto algumas décadas depois, o Papa João VIII (872-82), utiliza o segundo. Ainda atuamente, o Missal Romano em suas orações para um papa morto, designa-o de "Vigário de Pedro". A designação de Vigário de Cristo para os papas tornou-se de uso regular a partir do século XIII, devido às reformas empregadas pelo Papa Inocêncio III, Inocêncio frequentemente apelou para este título como prerrogativa para nomear os bispos. Embora ele também, com significado diverso, o atribuí aos bispos igualmente. O Papa Nicolau III (1277-1280) usou o termo Vigário de Deus (uma referência a Cristo como Deus) como um título equivalente.
O Concílio de Florença no "Decreto para os Gregos" (1439), desgina o papa como o "verdadeiro Vigário de Cristo", linguagem repetida pelo Concílio Vaticano I (1870) na famosa constituição apostólica dogmática "Pastor Aeternus". A edição de 2009 do Anuário Pontifício, lista-o como o terceiro título oficial dos Papas.

### Uso para os sacerdotes em geral
O Concílio de Trento reunido no século XVI, no decreto sobre o sacramento da penitência estabele que (...) Nosso Senhor Jesus Cristo, antes de sua ascensão aos céus, deixou os sacerdotes como vigários seus [cf. Mt 16, 19; 18,18; Jo 20,23] ... (emitido na Sessão XIV em 25 de novembro de 1551). Nesse caso em particular o Concílio ensina que o perdão dos pecados e a renovação da graça nos fiéis pelos sacerdotes só é possível porque o próprio Cristo os instituiu seus representantes e vigários, alguns dos textos aos quais usa como justificativa é João 20:23, em que Jesus diz "Aqueles a quem perdoardes os pecados lhes são perdoados; e àqueles a quem os retiverdes lhes são retidos." A Igreja Católica também acredita que todas as vezes que um sacerdote celebra um sacramento ele age "in Persona Christi", significando que essa ação não é realizada pela pessoa do padre, mas pela própria pessoa de Cristo, que executa aquela ação, através do sacerdote.

### Uso secular
Outro uso da expressão, com um significado diferente, surgiu também em meados do século V e foi utilizado ocasionalmente até o IX, sendo empregado para alguns reis e para juízes. Nas igrejas orientais, na mesma época, o termo foi empregado para referir-se ao imperador bizantino, denotando o ápice do cesaropapismo. Embora os governanentes e autoridades seculares, não decidiam sobre a doutrina - que era responsabilidade dos bispos, consideravam que seu papel era manter a adoração apropriada à Deus, assim como a espiritualidade de seus súditos, e preservar a ortodoxia, assim os governantes agiriam como Vigários de Cristo em questões de caráter administrativas e temporais.

## Teorias de conspiração
A teoria de conspiração do termo "Vicarius Filii Dei" (Vigário do Filho de Deus) , considerado supostamente uma expansão do título histórico "Vicarius Christi", é uma expressão utilizada na "Doação de Constantino" para se referir a São Pedro. A partir do século XIX, devido a interpretação equivocada de um dos pioneiros do adventismo chamado Uriah Smith, alguns grupos Adventistas do Sétimo Dia argumentam que a frase é identificada com o "número da besta" (666), e seria usada na tiara papal, denominando que o papa seria o Anticristo, embora seja comum que métodos matemáticos associem nomes de diversas pessoas ao 666, sendo considerado pareidolia; por exemplo, Bill Gates, Ellen G. White (fundadora do movimento adventista do sétimo dia) e o próprio Jesus.
Porém devido a ausência de imagens ou qualquer fonte do uso “Vicarius Filii Dei” na tiara ou em mitras, bem como a expressão nunca ter sido utilizada como um título oficial, a reivindicação foi abandonada por diversos Adventistas do Sétimo Dia.